# Adler Lunds Gade
Adler Lunds Gade er en gade i Silkeborg, der går fra Sanatorievej til Åhavevej. Gaden er bebygget med villaer.
Gaden er opkaldt efter Th. Adler Lund, der var Silkeborgs anden birkedommer. Han efterfulgte i 1886 Vilhelm Drechsel og virkede i 11 år dobbeltembedet som birkedommer og formand for kommunalbestyrelsen. Han var en frisindet mand, der blev meget populær i byen. Han lod bygge dommerbolig med kontorer ved Søndergade (den nuværende Chr. 8. Vej), hvor der nu er motorkontor. Efter hans død i 1898 rejste kommunalbestyrelsen ham en mindesten på kirkegården. 